# Daisy Johnson (escritora)
Daisy Johnson (Paignton, 1990) es una novelista británica y escritora de cuentos. Su primera novela, Everything Under, fue finalista del Man Booker Prize en 2018. Junto con Eleanor Catton es una de las nominadas más jóvenes en la historia de este galardón literario.

## Trayectoria
Nació en Paignton, Devon, y creció en el entorno de Saffron Walden, Essex. Se licenció en inglés y escritura creativa en la Universidad de Lancaster  y obtuvo un máster en escritura creativa en el Somerville College, Oxford. Durante su estancia en Oxford donde preparaba su primera colección de cuentos y había publicado en The Warwick Review y Boston Review, trabajó en la librería Blackwell y obtuvo el premio AM Heath de ficción 2014, Dos años después, ganó el  premio de cuentos Harper's Bazaar 2016 por What the House Remembers.
En 2015, consiguió un contrato con el editor Jonathan Cape para la publicación de una colección de cuentos y una novela. La colección titulada Fen se publicó en 2017. Ambientada en los pantanos de Inglaterra, se basa en los recuerdos de la zona donde Johnson creció. Se compone de un conjunto de relatos cortos entrelazados, que se centran en las experiencias de mujeres y niñas en un pueblo pequeño. Johnson la describió como liminal y mítica. La colección ganó el premio Edge Hill Short Story Prize 2017.
En 2018 publicó su primera novela Everything Under. La obra se centra en la relación entre Gretel, una lexicógrafa, y su madre y tiene como telón de fondo la campiña británica. Gretel crece en un barco de canal junto a su madre e inventan un lenguaje para usarlo entre ellas. La madre la abandona cuando Gretel tiene dieciséis años, y la novela comienza dieciséis años después con una llamada telefónica. Johnson trabajó en la novela cerca de cuatro años y la comenzó al mismo tiempo que su colección de cuentos como desafío para escribir algo más largo. Repasó al menos cinco borradores del libro (que, según declaró, tuvo su origen en los estudios que ella misma había realizado sobre el mito griego de Edipo). Hizo varios cambios en los personajes y el escenario y durante un tiempo, se tituló Eggtooth. Everything Under fue finalista del Man Booker Prize 2018. Johnson es la autora más joven en ser seleccionada para este premio.
Johnson vive en Oxford. Entre sus escritores favoritos están Stephen King, Evie Wyld, Helen Oyeyemi y John Burnside, además de los poetas Robin Robertson y Sharon Olds. Si no hubiera logrado el éxito como escritora, Johnson cree que hubiera sido pastora.

### Novelas
- Everything Under (2018), Londres: Jonathan Cape. Edición española: Bajo la superficie. Traducción de Carmen Torres y Laura Naranjo. Madrid, Editorial Periférica, 2021. ISBN: 978-84-18264-84-9.[19]
- Sisters (2020).[20]

### Colecciones de cuentos
- Fen: Stories (2017), Reino Unido, Jonathan Cape; Estados Unidos, Graywolf Press.

## Premios
- 2014: Premio AM Heath de ficción.[6]
- 2016: Premio de cuentos Harper's Bazaar, con "What the House Remembers".[9]
- 2017: Seleccionada para el Premio de relato corto del Sunday Times EFG Private Bank, con "Blood Rites".[15][21]
- 2017: Premio Edge Hill Short Story, ganador por Fen.
- 2018: Finalista del Man Booker Prize con Everything Under.
- 2019: Seleccionada en el Premio Desmond Elliott por Everything Under.[22]